# Proroblemma stictopteris
Proroblemma stictopteris är en fjärilsart som beskrevs av Butler 1881. Proroblemma stictopteris ingår i släktet Proroblemma och familjen nattflyn. Inga underarter finns listade i Catalogue of Life.